# Belfast (Île-du-Prince-Édouard)
Pour les articles homonymes, voir Belfast (homonymie).
Belfast est un village canadien situé dans le sud-est du comté de Queens, Île-du-Prince-Édouard dans les cantons du Lot 57 et Lot 58.
Situé sur la rive sud de l'île sur le long du détroit de Northumberland, Belfast est majoritairement une région agricole.

## Histoire
Belfast fut le site de débarquement des colons de Lord Selkirk en 1803. Ces pauvres cultivateurs déplacés écossais s'établirent sur les meilleures terres de la région et elle devint une des plus productives dans la colonie.
Les écossais presbytériens furent rejoints au milieu du XIXe siècle par des réfugiés irlandais déplacés par la grande famine en Irlande qui furent forcés de prendre des terres plus pauvres dans les régions avoisinantes. Des tensions politiques, sociales et économiques entre les Irlandais catholiques et les Écossais presbytériens causa une chicane durant une élection générale en mars 1847, causant des émeutes.

### Belfast maintenamt
Aujourd'hui, Belfast est reconnu pour son parcours de golf (le "Belfast Highland Greens"), de petits moulins à laine et plusieurs studios d'arts et des boutiques de poteries. Un autre lieu intéressant est le phare à Point Prim, qui fut bâti en 1845 et est le plus vieux phare de l'île. C'est le seul phare rond de l'Île-du-Prince-Édouard et le seul fait de briques au Canada.

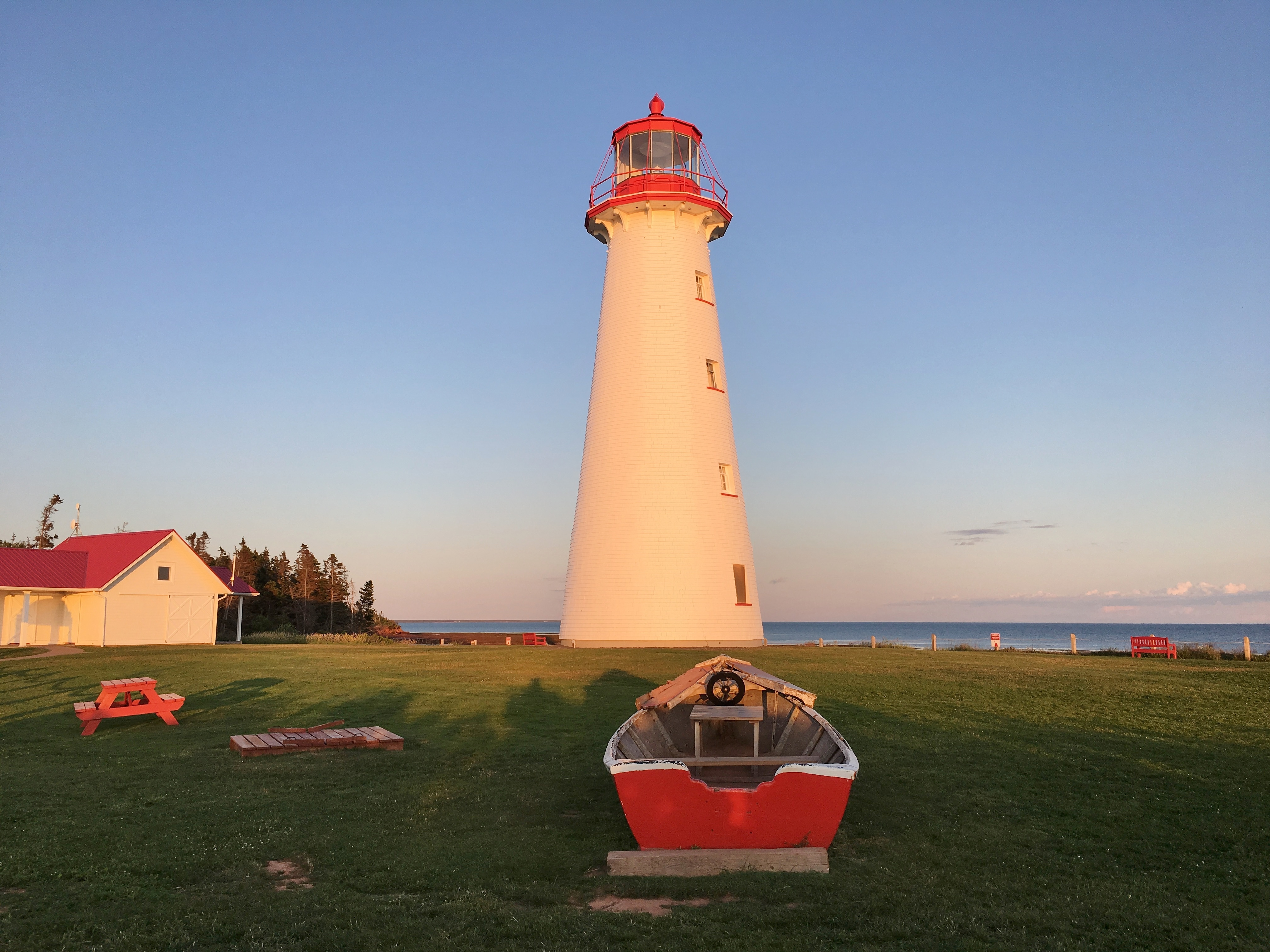
Phare Point Prim au crépuscule (2019).

Une note intéressante est l'église locale, St. John's. Bâtie en 1824 dans le style de Sir Christopher Wren, Saint John's est sous la tutelle pastorale de Réverand Roger W. MacPhee. En 2005, l'église a invité Robin Mark, un musicien populaire chrétien de Belfast, Irlande du Nord, pour guider une conférence. La conférence fut un tel succès que M. Mark revint en 2006 pour "Revival in Belfast II".  Saint John's a la plus grosse école de catéchisme à l'est de Montréal.
De plus, Belfast est le domicile de deux autres églises, l'église catholique romaine Saint Michael's et l'église presbytérienne Wood Islands. Plusieurs résidents de la communauté vont à des services religieux à Charlottetown ou Montague.

## Services
Les ressources récréatives comprennent le centre récréatif de Belfast qui inclut une patinoire, une salle communautaire, une cantine et un comptoir pour aiguiser les lames de patins. Aussi, il y a un parcours de golf de 9 trous, le Belfast Highland Greens; la piscine communautaire de Belfast qui inclut deux piscines extérieures, une barboteuse et une cantine. Il y a un terrain de camping au parc provincial Lord Selkirk, ainsi qu'un terrain de balle molle près de la patinoire.

## Économie
Un des employeurs le plus important est le Northumberland Ferries Limited, qui opère un terminus à Wood Islands. Ce service de traversiers, qui relie l'Île-du-Prince-Édouard à Caribou (Nouvelle-Écosse), fut créé en 1941. Deux traversiers, le M.V.Confederation et le M.V.Holiday Island, desservent la route.

## Éducation
Les étudiants de la région vont à l'école Belfast Consolidated. De la 10e à la 12e, ils vont à l'école secondaire régionale de Montague. Les deux écoles sont administrées par l'Eastern School District de l'Île-du-Prince-Édouard.

## Personnalités
Ancien premier ministre de l'Île-du-Prince-Édouard, John Angus MacLean (décédé en 2000)

## Communautés

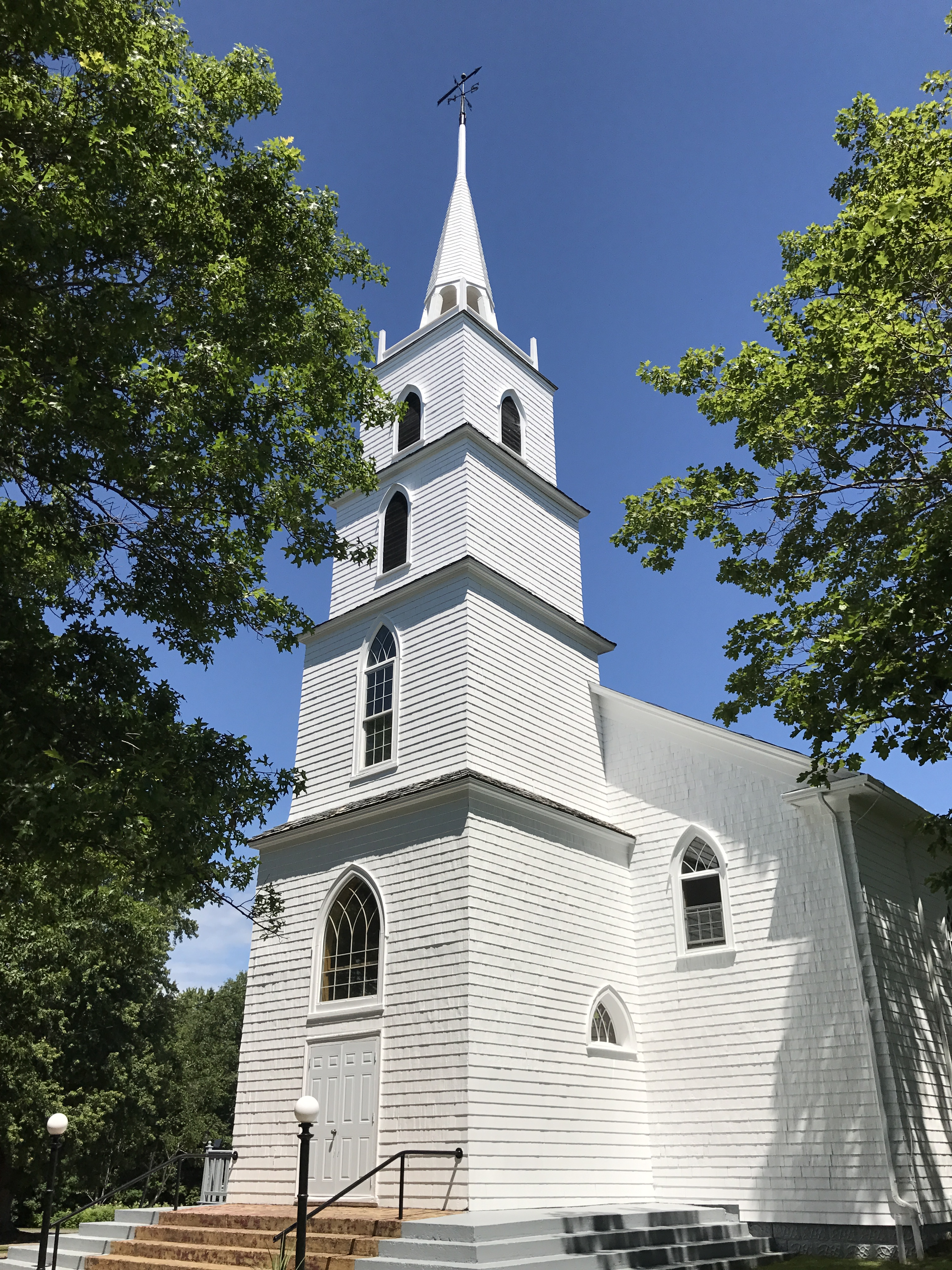
Église Presbytérienne St. John de Belfast.

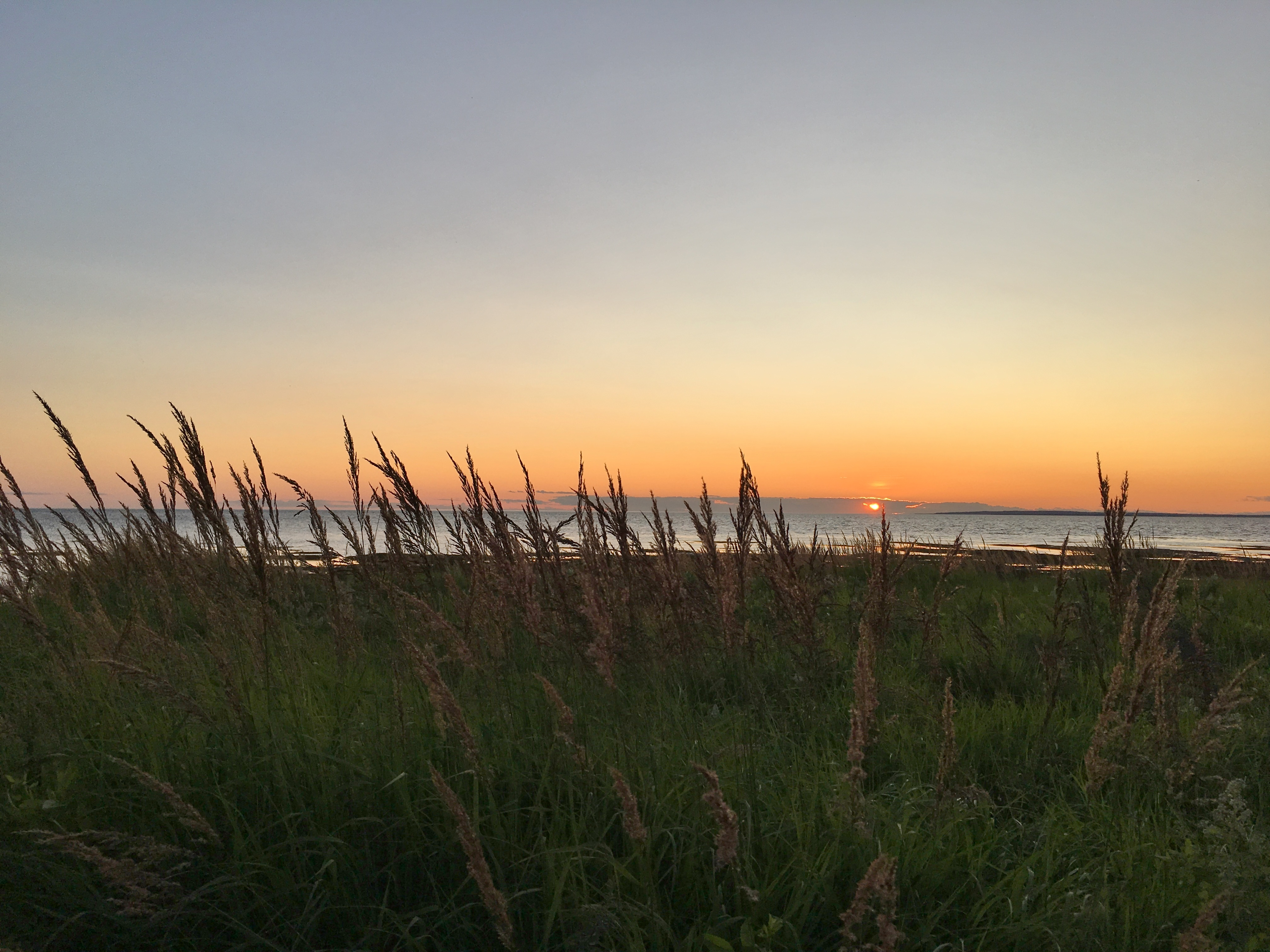
Coucher de soleil sur l'eau à Point Prim (2019).

La Communauté de Belfast fut incorporée en 1972 et contient les localités suivantes :
- Belfast
- Melville
- Iona
- Culloden
- Eldon
- Flat River
- Fodhla
- Garfield
- Lower Newtown
- Mount Buchanan
- Mount Vernon
- Pinette
- Roseberry
- Valley
- Surrey
- Belle River
- Wood Islands

## Référence
1. ↑  St. John's Church